# Priacanthus sagittarius
Priacanthus sagittarius (Starnes, 1988) è un pesce osseo marino appartenente alla famiglia Priacanthidae. È noto in italiano come catalufa al pari di tutti i membri del genere Priacanthus.

## Distribuzione e habitat
Questa specie è diffusa nell'Indo-Pacifico dal mar Rosso alle Samoa, al Giappone meridionale e al nord dell'Australia. Attraverso il canale di Suez è penetrato nel mar Mediterraneo orientale (migrazione lessepsiana) dove è raro ed è stato segnalato solo 3 volte, due in Israele e una in Egitto.
Vive in zone riparate a profondità fino a 350 metri, sia nei pressi del fondale che in acque libere. Preferisce zone sabbiose nei pressi di fondi duri o corallini dove trova riparo durante il giorno.

## Descrizione
Il corpo è ovale, alto e compresso lateralmente, gli occhi molto grandi e la bocca ampia, in posizione obliqua con la mandibola più lunga della mascella. Ha una pinna dorsale, lunga, con 11 raggi spiniformi di lunghezza crescente verso la parte posteriore. La pinna caudale è quasi tronca, lievemente lunata. Il preopercolo ha una spina breve e spessa. I denti sono piccoli, disposti anche sul palato. Le scaglie sono piccole. La colorazione è fondamentalmente rosso-rosea con riflessi argentati, talvolta giallastra chiara con macchiettature grigiastre. Gli occhi sono rosa o rosso vivo. Le pinne impari sono rosso violaceo con macchiette bruno rossastre o talvolta giallastre maculate di scuro. C'è una macchia scura alla base delle pinne pettorali. La membrana tra i primi due raggi spinosi della pinna dorsale è nera.
Misura fino a 33 centimetri di lunghezza.

## Biologia

### Comportamento
È un animale notturno che fa vita solitaria.

### Alimentazione
Si nutre probabilmente di pesci e invertebrati di dimensioni piuttosto grandi.

### Riproduzione
Le uova e le larve sono pelagiche. I giovanili si portano sul fondale quando raggiungono una lunghezza di 5-6 centimetri.

## Pesca
Ha una importanza economica molto modesta. Viene catturata in piccole quantità con le reti a strascico, soprattutto i giovanili di 10-15 centimetri. Si trova occasionalmente sui mercati ittici delle Filippine.

## Conservazione
Non è una specie molto comune. Sembrano non esistere particolari cause di minaccia se non la cattura accidentale con le reti a strascico visto che la maggior parte del pescato è costituito da forme giovanili. Si tratta comunque di un prelievo occasionale e molto modesto. Per questi motivi la Lista rossa IUCN classifica P. sagittarius come specie "a rischio minimo".